# Бонгор
Бонго́р — місто на південному заході Чаду. Є адміністративним центром регіону Східний Майо-Кебі і департаменту Майо-Боней. Населення — 27 710 чол. (За даними 2010 року).

## Клімат
Місто знаходиться у зоні, котра характеризується кліматом помірних степів та напівпустель. Найтепліший місяць — квітень із середньою температурою 32.2 °C (90 °F). Найхолодніший місяць — січень, із середньою температурою 23.9 °С (75 °F).
| Клімат Бонгора          | Клімат Бонгора | Клімат Бонгора | Клімат Бонгора | Клімат Бонгора | Клімат Бонгора | Клімат Бонгора | Клімат Бонгора | Клімат Бонгора | Клімат Бонгора | Клімат Бонгора | Клімат Бонгора | Клімат Бонгора | Клімат Бонгора |
| Показник                | Січ.           | Лют.           | Бер.           | Квіт.          | Трав.          | Черв.          | Лип.           | Серп.          | Вер.           | Жовт.          | Лист.          | Груд.          | Рік            |
| Абсолютний максимум, °C | 45             | 45             | 47             | 47             | 46             | 45             | 45             | 38             | 41             | 43             | 42             | 45             | 47             |
| Середній максимум, °C   | 33             | 35             | 39             | 41             | 40             | 37             | 33             | 31             | 33             | 36             | 36             | 34             | 36             |
| Середня температура, °C | 23             | 25             | 29             | 32             | 32             | 30             | 27             | 26             | 27             | 28             | 26             | 24             | 28             |
| Середній мінімум, °C    | 13             | 15             | 19             | 23             | 25             | 23             | 22             | 22             | 22             | 21             | 17             | 15             | 20             |
| Абсолютний мінімум, °C  | 8              | 10             | 12             | 13             | 15             | 17             | 16             | 16             | 16             | 13             | 11             | 7              | 7              |
| Норма опадів, мм        | 0              | 0              | 0              | 0              | 30             | 60             | 150            | 250            | 100            | 20             | 0              | 0              | 640            |
| Днів з дощем            | 0              | 0              | 0              | 0              | 3              | 4              | 9              | 13             | 7              | 1              | 0              | 0              | 41             |
| Вологість повітря, %    | 32             | 24             | 23             | 26             | 40             | 55             | 71             | 81             | 76             | 58             | 36             | 33             | 46             |
| ----------------------- | -------------- | -------------- | -------------- | -------------- | -------------- | -------------- | -------------- | -------------- | -------------- | -------------- | -------------- | -------------- | -------------- |
| Джерело: Weatherbase    |                |                |                |                |                |                |                |                |                |                |                |                |                |

## Історія
В кінці XIX століття ці землі були захоплені французькими військами, проте, в 1911 році, згідно франко-німецького договору, Бонгор увійшов до складу німецької колонії Камерун. Після Першої світової війни, у результаті розділу колоніальних володінь колишньої Німецької імперії, Бонгор увійшов до складу Французької Екваторіальної Африки.
З 1960 року — в складі незалежної Республіки Чад.